# Pókember
Pókember, valódi nevén Peter Benjamin Parker, szuperhős a Marvel Comics képregényeiben. A kitalált szereplőt Stan Lee és Steve Ditko alkotta meg. Első megjelenése az Amazing Fantasy 15. számában volt, 1962 augusztusában. Pókember azóta a világ egyik legnépszerűbb, és üzleti szempontból is legsikeresebb szuperhősévé nőtte ki magát.
Peter Parker középiskolás korában egy radioaktív pók csípésének köszönhetően tett szert emberfeletti képességeire. Újonnan szerzett erejét és gyorsaságát először öncélúan kezdte használni. Azonban bácsikája halála miatt, melyért közvetve ő is felelős volt, rá kellett ébrednie, hogy nagy erővel nagy felelősség jár.
Pókember az 1960-as években, egy olyan korban tűnt fel, mikor a képregények kamasz szereplői csupán a szuperhősök segítőtársai voltak. Peter Parkernek nemcsak szuperhősként, de kamaszként is szembe kellett néznie az élet nehézségeivel. A kitalált szereplők személyiségének ilyen fajta mélyebb megformálása és bemutatása mérföldkőnek számított a képregényhősök történelmében. Az új recept sikeresnek bizonyult, Pókember azóta számos könyv, televíziós sorozat és film főszereplője lett. 2007-ben több mint hat önálló Pókember sorozat jelent meg az Egyesült Államokban, és még emellett más sorozatoknak is állandó, vagy visszatérő szereplője.

## Korai évek
A figura elsőként az Amazing Fantasy #15-ben jelent meg 1962 augusztusában. A lapot akkoriban a fentebb említett két úriember töltötte meg hónapról hónapra, helyenként misztikusba átcsapó sci-fi történetekkel. A Marvel akkori tulajdonosa, Martin Goodman nem látott igazán fantáziát Pókember karakterében, de végül is engedélyezte, hogy a megszűnésre ítélt cím utolsó számában leközöljék a hálószövő eredettörténetét. A sorozat ezzel véget is ért. Ám a Marvel ekkor még nem tudta (csak hónapokkal később), hogy ebből a számból az előző példányoknál jóval több fogyott. Ez már meggyőzte a kiadót a folytatáshoz. 1963-ban pedig megjelent első, önálló, saját nevét viselő címe, az Amazing Spider-Man ("Csodálatos Pókember").

## Jelenleg
Pókember népszerűsége változatlan; készülnek az újabb folytatások. Még a filmesként ismert Kevin Smith is készített egy hatrészes sorozatot Pókember és a Fekete Macska címmel. Ezen kívül Indiában saját, honosított változat is jelent meg. Jelenleg hét élőszereplős Pókember-film van; 2002-ben jelent meg az első rész, 2004-ben a második és 2007-ben a harmadik. 2012-ben Marc Webb rendezésével elkészült "A Csodálatos Pókember", ahol Peter Parkert az első trilógiától eltérően Andrew Garfield testesíti meg. A film a 2002-es Pókember rebootja. Ezt követte a 2014-es Csodálatos Pókember 2, amiben Pókember egyik régi ellensége, Electro is feltűnik, mint főgonosz (Jamie Foxx alakítja). 2017-ben pedig kijött a "Pókember: Hazatérés", ami egy új Pókember film reboot Tom Holland főszereplésével. 2019-ben pedig megjelent a folytatás, ami Idegenben alcímre hallgat. A főgonosz Mysterio, akit Jake Gyllenhaal alakít. 2021-ben ez a verzió is trilógiává bővült a Nincs hazaút című harmadik résszel, melyben az előző két integráció Pókemberei és antagonistái is szerepelnek. 2023-ban pedig az egyedi animációs megoldásokkal és egyedülálló képi világgal rendelkező egész estés animáció film, a Pókember: Irány a Pókverzum! is folytatást kapott, Pókember: A Pókverzumon át címmel.

## Pókember világa
Peter Parker élete nem egyszerű. Különleges képességeit egy tudományos kiállításon szerezte, ahol egy radioaktív sugárzásnak kitett pók megcsípte. Pár perc rosszullét után Peter azon kapta magát, hogy különleges képességei vannak. Föl tud mászni a falakra, előre megérzi a veszélyt. Peter megvarrta a Csodálatos Pókember ruhát, és megalkotta különleges pókfonál lövedék készletét, majd pankrátor viadalokon vett részt. Egy viadal után futni hagyott egy tolvajt, mert méltóságon alulinak tartotta elkapni. Mikor haza felé tartott, tudomást szerzett arról, hogy Ben bácsit (Peter egyik nevelőjét) megölték. Elhatározta, hogy megkeresi a gyilkost. Amikor sikeresen elkapta bűnözőt, kiderült, hogy az a tolvaj volt, akit futni hagyott a pénzzel. Peter ekkor határozta el, hogy hősként megváltja a világot. „Nagy erő nagy felelősséggel jár” – mondogatta Ben bácsi Peternek. Szerencsére ezt tudja jól, és ehhez mérten cselekszik.
Peter Parker civil életében May néninél lakik, és szabadúszó fényképészként dolgozik a Hírharsonánál, főnöke J. Jonah Jameson. Szerelme pedig Mary Jane Watson. Később Peter elköltözik May nénitől majd elveszi Mary Janet (hol elválnak, hol újra összejönnek) és tanárként dolgozik egy egyetemen (fizikát tanít).
Pókemberként rengeteg ellenfelet kell legyőznie. Ott van Dr. Octopus, Venom, Rengető, Skorpió, Keselyű, Wilson Fisk, a Vezér az alvilág egyik hatalmas lordja, és még sokan mások. De legveszélyesebb ellenfele nem más, mint a Zöld Manó.
Pókember nincs folyton egyedül, néha együtt harcol más Marvel hősök oldalán. Pl. Az X-Men csapat, Vasember vagy Amerika kapitány. Sőt néhány kaland erejéig a DC Comics két legnagyobb figurájával Supermannel és Batmannal együtt harcolt.
Pókember kellékei: Hálóvetők (mind két csuklóján 1-1) tartalék patron, fényképező és a poloska nagyságú nyomkövetői.
Pókember a 3 legismertebb hős közé tartozik, ezen felül a Marvel képregény hősök közül a legismertebb.

### Képességei
A pók csípésének következtében Peter számos szuperképességre tett szert. Emberfeletti erővel és hihetetlenül gyors reflexekkel rendelkezik. Akrobatikus képességei, gyorsasága és egyensúlyérzéke messze túlszárnyalja egy közönséges emberét. Kialakult benne egy úgynevezett „pókösztön”, egyfajta tudatalatti veszélyérző képesség. Pók-képességei közé tartozik még, hogy képes bármilyen felületen megtapadni.
A 2002-es, 3 részt megért Sam Raimi filmekben Peter a csuklója belső oldalán kialakult mirigyekkel képes pókfonalat kiválasztani. Ez a képessége a képregényben hiányzik.
2012-ben új részt, új eredettörténetet kapott a mozivásznon, ahol már visszatértek a saját készítésű, csuklóra szerelt hálóvetőhöz.
A "The Other" ("A Másik") történet alatt további mutáción ment keresztül, mely során újabb képességekre tett szert. Ezek közé tartozik, hogy képes látni a sötétben, szőrszálaival érzi a légmozgás irányát, továbbá két fullánkja alakult ki (ezt még nem képes tudatosan használni). A tapadási képessége is megváltozott, már a hátán és fején is képes ragadni.

### Fegyverei és felszerelése
Pókember egyetlen fegyvere (emberfeletti képességein kívül) a hálóvetője. Ez a szerkezet Pókember csuklója alatt helyezkedik el és magas nyomás segítségével "hálófolyadékot" lő ki. Miután a folyadék a levegővel érintkezik, megszilárdul és pókfonálszerű, még a zongorahúrénál is nagyobb szakítószilárdságú anyaggá alakul. Pókember ennek segítségével képes "háló-hintázni", és még számos módon felhasználni a bűn elleni harca során. A hálóvetőn kívül még pók-nyomkövetőket is használ, melyeket pókösztöne segítségével képes megtalálni.
Nemrégiben Tony Stark (Vasember) új jelmezt tervezett és gyártott le Pókember számára. Vasember páncéljához hasonlóan a "Vaspók" jelmez is számos hasznos felszerelést rejt magában. Leginkább szembetűnő a három (később négy) mechanikus csáp.

### Fontosabb mellékszereplők
Az itt következő adatok a történet eredeti változatára vonatkoznak. A többi adaptációtól különbözhetnek.
- Ben Parker – Peter nagybátyja és nevelőapja. Egy betörő végzett vele, akit Peter elkaphatott volna, de ő becsülete miatt ezt nem tette meg. Ez az emlék egész életében kísérti Petert, ez a legfőbb motivációja, hogy Pókember legyen.
- Ben Reilly (Vörös Pók) – Pókember klónja. Mivel a klónozásig azonosak az emlékeik, sokáig nem tudták, melyikőjük az igazi.
- Betty Brant – a Hírharsona titkárnője, később riportere. Peter első barátnője. Ned Leeds (a Vészmanó) felesége.
- Fekete Macska (Felicia Hardy) – Pókember egykori barátnője, volt betörő.
- Flash Thompson – Peter Parker osztálytársa volt a középiskolában és később az egyetemen. Sokat piszkálta Petert, de később barátok lettek. Ő Pókember egyik legnagyobb rajongója.
- Gwen Stacy – Peter első igazi szerelme, akit megölt a Zöld Manó, hiába próbálta Peter megmenteni. Bár Peter összeházasodott Mary-Jane-nel, sosem tudta Gwent elfeledni.
- Harry Osborn – Peter legjobb barátja, a Zöld Manó fia. Apja nyomdokába lépett, mielőtt meghalt. Később a Brand New Day történet óta ismét életben van.
- J. Jonah Jameson – a Hírharsona főszerkesztője és kiadója. Gyűlöli Pókembert (és a többi szuperhőst). Gyakran bérelt föl embereket Pókember legyőzésére, a Hírharsona segítségével mindent megtesz, hogy ellene fordítsa a közvéleményt.
- Joe "Robbie" Robertson – a Hírharsona szerkesztője.
- Kaine – Peter Parker egyik rosszul sikerült klónja. Azt hitte, Ben Reilly az igazi Peter, őt tartotta szenvedései forrásának, gyűlölte őt.
- Liz Osborn (született Liz Allen) – Flash barátnője volt. A középiskola után ápolónőnek állt, így ismerkedett meg Harry Osbornnal, akinek a felesége lett. Egy fiuk született, Normie.
- Mary Jane Watson – Peter barátnője, majd felesége. May néni sokáig próbálja őket összehozni, de csak Gwen halála után kezdenek egymáshoz közeledni. A későbbi Brand New Day történet óta már nem a felesége.
- May Parker (született May Reilly) – Peter nagynénje és nevelőanyja. Néha már komikusan aggódik Peterért, de gyakran segít neki tanácsaival. Sokat betegeskedik.
- Stacy kapitány – Gwen apja, nyugalmazott New York-i rendőrkapitány. Hősi halált halt, amikor megmentett egy kisfiút. Ő volt az egyik első, aki magától jött rá, kicsoda is Pókember valójában, bár erre csak halála előtt tett utalást.
- Silver Sable – zsoldos. Apja nyomdokain járva főleg háborús bűnösökre vadászott. Olykor ellenfele, de gyakran szövetségese is Pókembernek.

### Pókember fő ellenfelei
- A Gyík – Dr. Curt Connors, korábban katona orvos, jelenleg herpetológus/kutató orvos. Hogy a háborúban elvesztett karját pótolja önmagán kísérletezett gyík szérummal. Kettős személyiségtől szenved, amely átváltozáskor veszi át felette az uralmat.
- Dr Otto Octavius/Dr Octopus – Otto Octavius tudós volt, aki feltalált egy testhez erősíthető mechanikus csápot, amellyel biztonságos távolságból tudott kísérletezni veszélyes anyagokkal. Egy rosszul sikerült kísérlet során a vegyszer felrobbant, a négy csáp Octavius testébe olvadt, a csápokat pedig képes lett mentálisan irányítani. Mindeközben az elméje is megbomlott.
- Norman Osborn/Zöld Manó – Norman Osborn egy saját találmányú röpdeszkával kísérelte meg betörését a New York-i alvilágba. Többszörösen is őrült, mégis nagyszerű stratéga lévén ő vált Pókember legnagyobb ellenségévé. Ő volt továbbá a legelső, aki rájött arra, hogy ki a Pókember.
- Harry Osborn/Zöld manó – az eredeti Zöld manó fia, ki apja halála után egy időre átvette szerepét. Majd később újra.
- Vészmanó – Roderick Kingsley megszerezte az akkor halottnak hitt Zöld Manó egyik raktár felszerelését, és Vészmanóként kezdte meg bűnözői pályafutását. Nemrég meghalt. További Vészmanók voltak még: Ned Leeds, Jason Philip Macendale. A legújabb pedig az egykori Zöld Manó: Phil Urich.
- Lámpás Jack – Jason Philip Macendale. Zsoldos és bérgyilkos. Amikor az Idegen megölette a Vészmanót (Ned Leeds-t), ő vette át a felszerelését.
- Homokember – eredeti nevén William Baker (egyik álnevén Flint Marko), testét homokká képes változtatni. Egy időben a jó oldalon is állt, a Bosszú Angyalainak tagjává választották.
- Vízember – Morris Bench. Testét vízzé képes változtatni.
- Rengető – Herman Shultz. Saját találmányú vibrációs eszközével falakat képes kidönteni.
- Rinó – Alex O' Hirn.
- Elektro – Max Dillon. Egykori villanyszerelő, aki elektromos íveket képes kibocsátani.
- Kaméleon – Dimitri Szmergyakov. Az álcázás mestere.
- Keselyű – Adrian Toomes. Mechanikus szárnyai segítségével képes a repülésre, illetve egy ideig képes volt elszívni mások életerejét/fiatalságát.
- Kraven, a vadász – egy erőnövelő szer hatására kiélesedtek az érzékei, és jelentősen megnőtt az ügyessége, szívóssága. Fegyverként legtöbbször vadászlándzsát, hálót vagy bolát használ. De füstbombákat is előszeretettel dobál.
- Mysterio – Quentin Beck. Az illúziókeltés nagymestere.
- Skorpió – MacDonald Gargan.
- Morbius – Dr. Michael Morbius. Az élő vámpír.
- Eddie Brock/Venom – Eddie Brock összekapcsolódott egy szimbiótával, belőlük vált Venom.
- Cletus Kasady/Vérontó – a Venom-szimbióta ivadéka ráment Kasadyre, egy őrült sorozatgyilkosra.
- Morlun – misztikus Pók-ellenség.
- Sakál – Dr. Miles Warren, Peter Parker egykori biológia professzora vált egy gyilkosságot követően Sakállá. Minden Pókember-klón neki köszönhető.
- Wilson Fisk/Vezér – az alvilág vezére. Kezdetben Pókember egyik legnagyobb ellensége volt, jelenleg inkább Fenegyerekkel szokott összetűzésbe kerülni.
- Kalapácsfej – az alvilág vezére, Fisk riválisa.
- Sírkő  – korábban Kalapácsfej embere. Később megpróbálta átvenni főnöke bandáját. Azóta saját útjait járja.[1]

## Amerikai sorozatai
| Cím                              | Kiadva              | Számok      | Évkönyvek(Annualok) |
| -------------------------------- | ------------------- | ----------- | ------------------- |
| Adventures of Spider-Man         | 1996-1997           | 12          | 0                   |
| Amazing Spider-Man               | 1963-1999,2003-2012 | 1-441, 500- | 36                  |
| Amazing Spider-Man v2            | 1999-2003-2013      | 58          | 3                   |
| Amazing Spider-Man Family        | 2008-2009           | 1-8         | 0                   |
| Friendly Neighborhood Spider-Man | 2005-2007           | 24          | 1                   |
| Giant-Size Spider-Man            | 1974-1975           | 6           | 0                   |
| Marvel Adventures Spider-Man     | 2005-               | 1-          | 0                   |
| Marvel Age: Spider-Man           | 2004-2005           | 20          | 0                   |
| Marvel Age: Spider-Man Team-Up   | 2004-2005           | 5           | 0                   |
| Marvel Knights: Spider-Man       | 2004-2006           | 22          | 0                   |
| Marvel Team-up v1                | 1972-1985           | 150         | 7                   |
| Marvel Team-up v2                | 1997-1998           | 1-7         | 0                   |
| Peter Parker: Spider-Man         | 1990-1999           | 98          | 3                   |
| Peter Parker: Spider-Man v2      | 1999-2003           | 57          | 3                   |
| Sensational Spider-Man           | 1998                | 33          | 1                   |
| Sensational Spider-Man v2        | 2006-2007           | 23-41       | 1                   |
| Spectacular Spider-Man Magazine  | 1968                | 2           | 0                   |
| Spectacular Spider-Man           | 1976-1998           | 263         | 15                  |
| Spectacular Spider-Man v2        | 2003-2005           | 27          | 0                   |
| Spider-Man Adventures            | 1994-1996           | 15          | 0                   |
| Spider-Man: Extra                | 2008-               | 1-          | 0                   |
| Spider-Man Family                | 2007-2008           | 9           | 0                   |
| Spider-Man Unlimited             | 1993-1998           | 22          | 0                   |
| Spider-Man Unlimited v2          | 1999-2000           | 5           | 0                   |
| Spider-Man Unlimited v3          | 2004-2006           | 15          | 0                   |
| Spidey Super Stories             | 1974-1982           | 57          | 0                   |
| Ultimate Marvel Team-Up          | 2001-2002           | 16          | 0                   |
| Ultimate Spider-Man              | 2000-2011           | 160         | 3                   |
| Untold Tales of Spider-Man       | 1995-1997           | 25          | 2                   |
| Spider-Man Tangled Web           | 2001-2003           | 22          | 0                   |
| Web of Spider-Man                | 1985-1995           | 129         | 11                  |
| Web of Spider-Man v2             | 2008-2009           | 12          |                     |
| Webspinners Tales of Spider-Man  | 1999-2000           | 18          |                     |

## Eredeti történetek más országokból
Új Pókember történetek jelentek még meg Olaszországban, Hollandiában, Indiában és Japánban, de a legjelentősebb nagy-britanniai kiadás. Már a hetvenes évek végén jelent meg elszórtan egy-egy történet. 1995 novemberében indult a helyi Spectacular Spider-Man a Spider-Man Adventures és az Adventures of Spider-Man rajzfilm adaptációival, mivel ezek száma véges volt elkezdtek új történeteket gyártani (Ezek olvashatók magyarul az Egmont kiadó Spiderman sorozatában). A sorozat még ma is fut, és már 180 rész fölött jár. Ezenkívül napjainkban több más brit kiadványban is feltűnik Pókember. A mai brit kiadványok fiatalabbaknak szólnak mint a többi sorozat.

## Magyar kiadások
Pókember Magyarországon először 1989-ben jelent meg a Semic Interprint kiadó Csodálatos Pókemberének első számában. A sorozat hosszú életű volt, emellett a szerkesztők jó válogatásainak köszönhetően sok oldalról és sok alkotó szemén keresztül ismerhettük meg Pókembert. 2001 óta a karakter Ultimate változata is megjelenik itthon. 2005 óta a Panini Comics Hihetetlen Pókemberében a régről ismert Peter Parker köszön vissza ránk, 2007 decemberétől a Kingpin kiadó is jelentet meg könyv formában Pókember történeteket. Pókember (mint ahogy a világon mindenhol) itthon is a legnépszerűbb hősök közé tartozik.

### Semic Interpint
| Cím                                                 | Kiadva    | Számok | Tartalom |
| --------------------------------------------------- | --------- | ------ | --- |
| A Csodálatos Pókember                               | 1989-1999 | 127    | Válogatott történetek többek közt az Amazing Spider-Man, Spectacular Spider-Man és a Web of Spider-Man-ből. |
| A Csodálatos Pókember, 2. sorozat                   | 2001-2010 | 90     | Az Ultimate Spider-Man magyar kiadása.                                                                      |
| A Csodálatos Pókember, 3. sorozat                   | 2011      | 2      | Az Amazing Spider-Man magyar kiadása.                                                                       |
| Csodálatos Pókember és a Démonirtó                  | 1990      | 1      | Két összefüggő Marvel Team-Up történet Pókember főszereplésével.                                            |
| Csodálatos Pókember és a Sólyom                     | 1991      | 1      | Két különálló Marvel Team-Up történet Pókember főszereplésével.                                             |
| Pókember – A film hivatalos képregény adaptációja   | 2002      | 1      | Film adapotáció                                                                                             |
| Pókember 2 – A film hivatalos képregény adaptációja | 2004      | 1      | Film adapotáció                                                                                             |
| Pókember és Batman                                  | 2004      | 1      | A DC Comics és Marvel Comics két közös kiadványa                                                            |
| Pókember: A sors hálójában                          | 2005      | 1      | A 3 részes Spider-Man: Death and Destiny minisorozat.                                                       |
| Csodálatos Pókember: Sikoly                         | 2006      | 1      | Az Amazing Spider-Man-ben megjelent Shrieking (Sikoltás) című történet.                                     |
| Pókember és a Fekete Macska                         | 2006      | 2      | A 6 részes Spider-Man and Black Cat: The Evil That Man Do minisorozat.                                      |

Feltűnt még néhány alkalommal a Marvel Extra-ban, az X-Men-ben és a  Transformers-ben.

### Panini Comics Magyarország
| Cím                 | Kiadva    | Számok | Tartalom              |
| ------------------- | --------- | ------ | --------------------- |
| Hihetetlen Pókember | 2005-2008 | 27     | Amazing Spider-Man v2 |

### Míves Céh
Egy-egy fekete-fehér rövidtörténet a Fekete-Fehér Képregényantológia 5. és 6. számában.

### Kingpin kiadó
| Cím                                            | Kiadva    | Számok | Tartalom                                          |
| ---------------------------------------------- | --------- | ------ | ------------------------------------------------- |
| Marvel Könyvek: Pókember                       | 2007-2008 | 3      | Marvel Knights: Spider-Man 1-12.                  |
| A Hihetetlen Pókember – A múlt emlékei         | 2008      | 1      | The Spectacular Spider-Man v2 23-26.              |
| A Hihetetlen Pókember – Az Új Bosszú Angyalai? | 2009      | 1      | The Amazing Spider-Man v1 519-523.                |
| Pókember – A Vadász lelke                      | 2009      | 1      | The Soul of the Hunter.                           |
| Pókember – A Másik                             | 2009      | 2      | A több címen megjelent "The Other" című történet. |

## Pókember a médiában

### Animációs sorozatok
| Cím                                | Év   | Epizódok | Készítette                  |
| ---------------------------------- | ---- | -------- | --------------------------- |
| Spider-Man                         | 1967 | 52       | Grantray-Lawrence Animation |
| Spider-Man                         | 1981 | 26       | DePatie-Freleng Enterprises |
| Spider-Man and His Amazing Friends | 1981 | 24       | Marvel Productions          |
| Pókember                           | 1994 | 65       | Marvel Films Animation      |
| Spider-Man Unlimited               | 1999 | 13       | FOX                         |
| Pókember                           | 2003 | 13       | Mainframe Entertainment     |
| A Pókember legújabb kalandjai      | 2008 | 26       | Adelaide Productions        |
| A Pókember elképesztő kalandjai    | 2012 | 104      |                             |
| Marvel Pókember                    | 2017 |          |                             |

Vendégszerepet kapott a Spider-Woman rajzfilmben és a The Electric Company – Spidey Super Stories-ban.

### Tévésorozatok
| Cím                                     | Év   | Epizódok | Produkciós cég               |
| --------------------------------------- | ---- | -------- | ---------------------------- |
| The Amazing Spider-Man                  | 1977 | 15       | Columbia Pictures Television |
| Spider-Man (スパイダーマン, Supaidāman) | 1978 | 41       | Toei Company                 |

### Mozifilmek
- 1977 – "A csodálatos Pókember"
- 1978 – "Pókember visszatér"
- 1979 – "Pókember: Sárkány-akció"
- 2002 – "Pókember"
- 2004 – "Pókember 2"
- 2007 – "Pókember 3"
- 2012 – "A csodálatos Pókember"
- 2014 – "A csodálatos Pókember 2"(Electro visszatér néven is ismert)
- 2017 – "Pókember: Hazatérés"[8][8]
- 2019 – "Pókember: Idegenben"
- 2021 – "Pókember: Nincs hazaút"

| Cím                   | Premier          | Magyar Premier      | Produkciós cég                                              |
| --------------------- | ---------------- | ------------------- | ----------------------------------------------------------- |
| Pókember              | 2002. május 3.   | 2002. június 13.    | Sony Pictures Entertainment                                 |
| Pókember 2            | 2004. június 30. | 2004. augusztus 12. | Sony Pictures Entertainment                                 |
| Pókember 3            | 2007. május 4.   | 2007. május 3.      | Sony Pictures Entertainment                                 |
| A csodálatos Pókember | 2012. július 3.  | 2012. július 12.    | Columbia Pictures, Marvel Studios, Laura Ziskin Productions |

### Pókember
Peter Parker egy hétköznapi egyetemista New Yorkban. Kiváló jegyei dacára semmi állóképessége nincs, állandó csínytevések céltáblája. Nagybátyja, Ben Parker, és felesége, May nevelik, és gyerekkorra óta szerelmes a szomszéd osztálytársába, Mary Jane Watsonba, noha ez sokáig egyoldalú vonzalom.
Egy napon Peter osztálya a kémiai laboratóriumba szervez kirándulást, ahol génmanipulált pókokat mutatnak be. Az egyikük észrevétlenül megharapja Peter kezét, és hazaérve a fiú testében mutációk lépnek fel. Testi ereje és egyensúlyérzéke megsokszorozódik, s a pókokra jellemző vészjelzőösztön alakul ki benne. Bármilyen testfelületen meg tud tapadni, sőt, egyes képregények szerint kitermeli a pók hálókhoz használt szövetanyagát.
Egy birkózó-pályázaton vesz részt és arat sikert, de a beígért jutalmat nem kapja meg. Ezért, mikor kirabolják a helyi pénztárat, ő se állítja meg a rablót. Ugyanez a rabló aznap este meggyilkolja Peter nagybátyját, Ben Parkert, és bár nem sokkal később ő is meghal, ez cseppet se vígasztalja Petert. Az eset jelentős önkritikára készteti a végzős hallgatót. Miközben fotográfusként munkába áll, képességeit egy új alteregó, a Pókember alakjában használja fel New York lakóinak megsegítésére. Ám egy napon olyan ellenféllel néz szembe, akinek semmit se jelentenek az ő és nagybátyja eszméi. Ez az ellenség a Zöld Manó, Peter legjobb barátjának, Harry Osbornnak az apja, Norman Osborn. Egy kísérlet során a gyárában baleset történik és Norman erősebb lesz de gonosz is és ő néz szembe a Pókemberrel a történet további részében.

### Pókember 2
Két év telt el, amióta a csendes Peter Parker (Tobey Maguire) elhagyta nagy szerelmét, Mary Jane Watsont (Kirsten Dunst), és vállalta a szuperhősléttel járó felelősséget. Peternek számos új nehézséggel kell szembenéznie, miközben arra törekszik, hogy megteremtse az egyensúlyt két élete között – nappal szorgalmas egyetemista, éjjel pedig a szuperhős szerepét ölti magára.
Azok az emberek, akik a legfontosabbak Peter számára, mind veszélyben vannak, attól a pillanattól, hogy összeütközésre kerül sor a gonosz Doc Ockkal. Peter egyre nehezebben bírja Mary Jane nélkül, és egyre erősebb késztetést érez, hogy a kettős életnek és a titkolódzásnak véget vessen. Közben M. J. már továbblépett és éli a maga életét: színészkedik és férfi is van az életében. Peter legjobb barátja, Harry Osborn (James Franco) a Pókemberen még mindig bosszút szeretne állni, mert őt tartja felelősnek apja haláláért.
Még komplikáltabbá válik Peter élete azzal is, hogy Dr. Otto Octavius (Alfred Molina) ellen kell harcolnia. Szüksége van minden természet feletti képességére, hogy megállítsa az elmebeteg gonosztevőt.

### Pókember 3
Komoly bajba keveredik Pókember. Miközben két rendkívüli képességekkel bíró rosszakarója, Venom és Homokember összefog ellene, egy gyönyörű, szőke lánnyal is találkozik. Peter szeretne hű maradni régi szerelméhez, Mary Jane-hez, de úgy tűnik képtelen ellenállni a csábításnak. A mindenre képes szökött fegyenc, a Peter nyomában szaglászó paparazzo, a fekete anyag, amely egy kalandja során átitatja a Pókember ruháját, és átalakítja a testét, a város rendőrfőnökének gyönyörű lánya és a Zöld Manó régi ruhájában járó, még mindig bosszúállásra készülő egykori jóbarát – Pókember élete még sosem bővelkedett ennyire a kalandokban.

### Egyéb filmek
A '80-as években készült 3 db film. Az akkori technikával ügyesen megoldották a trükköket.
1992-ben készült egy kis költségvetésű film Green Goblin's Last Stand címmel.
2018-ban egy új, animációs film is napvilágot látott, "Pókember: Irány a Pókverzum!" címmel.

## Videojátékok
| Cím                                                           | Év                                           | Platform |
| ------------------------------------------------------------- | -------------------------------------------- | --- |
| Questprobe 2 – Spider-Man                                     | 1978 (csak szöveg), 1984 (grafikus változat) | Commodore 16, 64/128, Apple II,                                                                                        |
| Spider-Man                                                    | 1983                                         | Atari 2600 |
| The Amazing Spider-Man & Captain America – Dr. Doom's Revenge | 1989                                         | Amiga, Commodore 64, DOS, Sinclair ZX Spectrum                                                                         |
| Amazing Spider-Man                                            | 1990                                         | Amiga, CBM 64/128, DOS                                                                                                 |
| Spider-Man vs. Kingpin                                        | 1991                                         | Sega Genesis, Sega Master System, Sega CD                                                                              |
| The Amazing Spider-Man – Web of Fire                          | 1992                                         | Sega 32x |
| Spider-Man – Return of The Sinister Six                       | 1992                                         | Nintendo Entertainment System                                                                                          |
| Spider-Man & X-Men -Arcade's Revenge                          | 1992                                         | Super Nintendo, Sega Genesis                                                                                           |
| Spider-Man (a rajzfilm alapján)                               | 1994                                         | Sega Genesis, Super Nintendo                                                                                           |
| Maximum Carnage                                               | 1994                                         | Sega Genesis, Super Nintendo                                                                                           |
| Separation Anxiety                                            | 1995                                         | Sega Genesis, Super Nintendo, Windows 95                                                                               |
| The Amazing Spider-Man – Lethal Foes                          | 1995                                         | Super Nintendo |
| Spider-Man -Sinister Six                                      | 1996                                         | Windows |
| Spider-Man                                                    | 2000                                         | Playstation, Dreamcast, Nintendo 64, PC                                                                                |
| Spider-Man – Enter Electro                                    | 2001                                         | Playstation |
| Spider-Man – The Movie                                        | 2002                                         | PS2, X-Box, GameCube, PC                                                                                               |
| Spider-Man 2 – The Game                                       | 2004                                         | PC, PS 2, Nintendo GameCube, Xbox, Microsoft Windows, Nintendo DS, PlayStation Portable, Game Boy Advance, N-Gage, Mac |
| Spider-Man & Friends                                          | 2005                                         | PC |
| Ultimate Spider-Man                                           | 2005                                         | GameCube, Xbox, PS 2, Nintendo DS, PC, Game Boy Advance                                                                |
| Spider-Man: Battle for New York                               | 2006                                         | Nintendo DS |
| Spider-Man 3 – The Game                                       | 2007                                         | PC, Wii, Nintendo DS, X-box 360, PS3, PS2, PSP                                                                         |
| Spider-Man: Friend or Foe                                     | 2007                                         | Xbox 360, PlayStation 2, Nintendo DS, Wii, Microsoft Windows, PlayStation Portable                                     |
| Spider-Man: Web of Shadows                                    | 2008                                         | Microsoft Windows, Nintendo DS, PlayStation 2, PlayStation 3, PlayStation Portable, Xbox 360, Wii                      |
| The Amazing Spider-Man                                        | 2012                                         | Xbox 360, PlayStation3, Nintendo Wii, Microsoft Windows                                                                |
| The Amazing Spider-Man 2                                      | 2014                                         | Xbox 360, PlayStation3, Nintendo Wii, Microsoft Windows, Xbox One                                                      |
| Marvel's Spider-Man                                           | 2018                                         | PlayStation4, PlayStation5, PC                                                                                         |
| Marvel's Spider-Man: Miles Morales                            | 2020                                         | PlayStation4, PlayStation5, PC                                                                                         |
| Marvel's Spider-Man 2                                         | 2023                                         | PlayStation5 |

Pókember játszható karakter a Marvel Nemesis: Rise of the Imperfects Marvel: Ultimate Alliance 1,2,3 és a mobilra megjelent Marvel: Future Fight-ban is.